# Reddick (Flórida)
Reddick é uma vila localizada no estado americano da Flórida, no condado de Marion. Foi incorporada em 1925.

## Geografia
De acordo com o United States Census Bureau, a vila tem uma área de 3,3 km², onde todos os 3,3 km² estão cobertos por terra.

### Localidades na vizinhança
O diagrama seguinte representa as localidades num raio de 32 km ao redor de Reddick.

## Demografia
Segundo o censo nacional de 2010, a sua população é de 506 habitantes e sua densidade populacional é de 153,8 hab/km². Possui 249 residências, que resulta em uma densidade de 75,7 residências/km². É a localidade que, em 10 anos, teve a maior redução populacional do condado de Marion.